# Masacre de Gimbi
La masacre de Gimbi ocurrió el 18 de junio de 2022, en la cual el Ejército de Liberación Oromo (OLA) fue acusado de masacrar a más de 500 civiles amhara en el condado de Gimbi de la región de Oromía, Etiopía. Los testigos dijeron que la OLA atacó intencionalmente a la etnia amhara. Este ataque es un ejemplo de la serie de masacres contra amharas ocurridas en 2022, y es parte del genocidio amhara de décadas en Etiopía.
Un testigo dijo a Associated Press que había contado al menos 230 cuerpos y dijo que tenía «miedo de que este sea el ataque más mortífero contra civiles que hemos visto en nuestra vida» y que se estuvieran cavando fosas comunes para las víctimas. Un residente dijo a los periodistas que el número de muertos superó las 260 personas, mientras que otros lo colocaron más alto en 320.
El gobierno culpó a los rebeldes, y los testigos acusaron al Ejército de Liberación Oromo (OLA) de llevar a cabo el ataque en Tole y sus alrededores, pero el OLA negó que sus tropas estuvieran presentes y culpó a las fuerzas gubernamentales. Sin embargo, el Gobierno de Oromía confirmó que se había producido un ataque. El gobierno fue acusado de no eliminar las amenazas como OLF debido a su participación en el plan.

## Antecedentes
En la década de 1990, el TPLF, una milicia predominantemente tigray, derrocó al gobierno etíope y mantuvo el poder hasta 2018, cuando la etnia oromo Abiy Ahmed ganó las elecciones. Las tensiones entre el TPLF, ahora un partido político en la región de Tigray, y el gobierno de Ahmed crecieron hasta que alcanzó un punto de ebullición a fines de 2020 que comenzó la Guerra de Tigray. Desde entonces, tanto el gobierno etíope como el TPLF han sido acusados de crímenes de guerra en la región de Tigray, con efectos indirectos en la región de Amhara y Oromía.
El TPLF pasó a la ofensiva en el verano de 2021, aliándose con el etnocentrista Frente de Liberación Oromo contra el gobierno etíope. Esto aumentó considerablemente la participación de la OLA en la guerra, y el OLA ha sido acusado de perseguir a la etnia amhara en la región de Oromía.

## Masacre
Alrededor del 17 de junio, los residentes dijeron que las fuerzas de seguridad en Tole abandonaron el área sin explicación. En la mañana del 18 de junio, la OLA, presuntamente ayudada por la etnia oromo de la zona, buscó a la etnia amhara en diez aldeas de la woreda de Gimbi, en el oeste de Oromía. Los perpetradores usaron predominantemente ametralladoras para matar a sus víctimas, pero también se usaron machetes, ejecuciones masivas e inmolaciones. 55 personas fueron ejecutadas en una aldea a las afueras de la aldea de Chefie, y dos masacres tuvieron lugar en la aldea de Silsaw; 14 mujeres y niños fueron asesinados en una casa vacía en la ciudad, y más de 48 personas fueron asesinadas en la mezquita de la ciudad. Del mismo modo, 13 amhara fueron carbonizados en las aldeas de Gutin Sefer y Silsaw.
Los saqueos también ocurrieron después de la masacre, y un testigo declaró que «todo estaba dañado».
La masacre de Gimbi es la masacre más mortífera en la zona de Welega Occidental de Etiopía en los últimos años, y fue duramente criticada por el gobierno etíope.
Los testigos dijeron a Human Rights Watch (HRW) que los perpetradores hablaban oromo y algunos tenían un peinado distintivo común entre los combatientes del OLA. Dijeron que los atacantes vestían una mezcla de ropa civil y uniformes usados por las fuerzas especiales regionales de Oromía y las milicias locales, así como uniformes obsoletos de la Fuerza de Defensa Nacional de Etiopía (ENDF). Las fuerzas de seguridad del gobierno llegaron a la zona después de que los perpetradores se hubieran ido a pesar de las múltiples llamadas de ayuda. La masacre tuvo lugar en el lapso de ocho horas.
Las imágenes satelitales confirmaron la quema de al menos 5 aldeas y 480 estructuras civiles.

## Reacción

### Gobiernos extranjeros

#### Estados Unidos
El portavoz del Departamento de Estado de Estados Unidos, Ned Price, emitió una declaración sobre las víctimas del ataque e instó a soluciones pacíficas y rendición de cuentas en materia de derechos humanos. La Embajada de los Estados Unidos en FDRE reiteró el mensaje que emitió el portavoz del Departamento de Estado. La embajadora de Estados Unidos ante las Naciones Unidas, Linda Thomas-Greenfield, también emitió un mensaje separado condenando los ataques contra civiles e instando a una solución pacífica. Ella dijo: «Seguimos pidiendo a todos los etíopes que elijan la paz, no la violencia. Y seguimos pidiendo una justicia integral e inclusiva para las víctimas y rendición de cuentas para quienes han cometido abusos y violaciones de derechos humanos».

#### Irán
El Ministerio de Relaciones Exteriores iraní también condenó el ataque calificándolo de ataque «terrorista» por parte de grupos insurgentes armados.

### Etiopía
El primer ministro Abiy Ahmed condenó los ataques contra civiles inocentes calificándolos de «inaceptables». Dos días después del ataque, el famoso cantante etíope Teddy Afro lanzó una canción «Na'at» («pan sin levadura») que refleja «la época oscura de Etiopía». Según HRW, al 31 de agosto de 2022 el gobierno no había proporcionado refugio, alimentos, atención médica y seguridad adecuados para las comunidades afectadas. Los residentes dijeron que se había hecho poco para investigar la masacre y llevar a los perpetradores ante la justicia.

### Naciones Unidas
El Secretario General de las Naciones Unidas, António Guterres, condenó el genocidio, que en sí mismo es terrorismo que ocurrió en Etiopía, que mató principalmente a amharas. La ONU emitió esta declaración: «El secretario general condena el asesinato de decenas de civiles en Oromia este fin de semana», dijo Stephane Dujarric, portavoz jefe de Guterres.